# 崔日龍
崔 日龍（チェ・イルリョン、朝鮮語: 최일룡）は、朝鮮民主主義人民共和国の政治家。朝鮮労働党中央委員会委員。軽工業相などを歴任した。

## 経歴
出生地や生年月日は不明。軽工業省局長を経て、2008年に軽工業副相に任命された。2010年12月には朝鮮新報のインタビューに対し、北朝鮮の生活用品の生産指標が前年比1.3倍になったと述べた。2015年2月には軽工業相に任命され、2016年5月9日に開催された朝鮮労働党第7次大会で朝鮮労働党中央委員会委員候補に選出された。2019年3月に最高人民会議第14期代議員に選出され、同年4月10日に開催された党中央委員会第7期第4回総会で党中央委員会委員に補選され、翌4月11日に開催された最高人民会議第14期第1回会議で軽工業相に再任された。2020年4月12日に開催された最高人民会議第14期第3回会議で軽工業相を解任された。

## 参考サイト
- 북한정보포털

| 先代安正秀 | 軽工業相2015年 - 2020年 | 次代李成鶴 |